# Bränn alla mina brev
Bränn alla mina brev är en delvis verklighetsbaserad roman av Alex Schulman, byggd kring historien om hans mormor Karin Stolpe och författaren Olof Lagercrantz. Boken publicerades 2018 på Bookmarks förlag.

## Handling
Alex Schulman har bildat familj och inser i ett gräl med sin fru Amanda Schulman att han har ett inneboende mörker inom sig. I ett samtal med en psykolog spårar Alex många av släktens problem tillbaka till sin morfar Sven Stolpe. Alex blir nyfiken på var hans morfars mörker kommer ifrån och läser för första gången en av Sven Stolpes böcker. Han upptäcker upprepade teman i hans romaner. Otrohet och opålitliga ”lösaktiga” kvinnor återkommer gång på gång och den ena ledtråden leder till den andra, tills allt börjar klarna, mörkret tar avstamp i sommaren 1932 på Sigtunastiftelsen.
Sven Stolpe som redan 1932, endast 27 år, är en etablerad författare besöker Sigtuna för att jobba på sin nästa pjäs. Med till stiftelsen följer Svens nyblivna hustru Karin. Paret gifte sig i samma lokaler året innan, 1931, men förhållandet innehåller inte så mycket kärlek som man skulle hoppas efter ett år. På stiftelsen etablerar Karin bekantskap med den 21-åriga Olof Lagercrantz och den relationen innehåller desto mer kärlek. Relationen blir snabbt intensiv och stark, Olof beskriver i sin dagbok att Karin är kvinnan i hans liv. Relationen hemlighålls från den äkta maken Sven och när den uppdagas är katastrofen ett faktum.
Boken hoppar sen ytterligare i tiden och det är vintern 1988 och Alex, endast 11 år, tillbringar dagar hos sin mormor och morfar i deras hus i Filipstad. Han bevittnar där den psykiska maktkampen mellan sina morföräldrar och ser hur nedbruten hans mormor har blivit av alla år. Men samtidigt berättar 11-åriga Alex om sin spännande morfar som har en revolver i byrålådan och bibliotek fyllt till brädden med böcker.
Bokens titel syftar tillbaka på en mening som återkommer i brevkorrespondensen mellan Olof och Karin. Om breven skulle hittas skulle bådas liv befinna sig i fara, varför Karin tycker att det är bättre om de kärleksfulla orden bränns upp. Sven Stolpe och Olof Lagercrantz förblir fiender under hela livet. I intervjuer med de båda herrarna framkommer hatet dem emellan, men aldrig vad som är anledningen. Inom familjen Stolpe fortsätter hatet mot familjen Lagercrantz och Schulman berättar om hur man inte fick nämna det namnet vid middagsbordet utan att få hårda tillsägelser.  
Filmrättigheterna är sålda till SF studios och produktionen beräknas påbörjas under sommaren 2021. Veronica Zacco, manusförfattare till Netflix-produktionen Störst av allt, ska skriva manuset.

## Mottagande
Bokens recensioner är positiv kritik som berömmer Schulmans skrivande med ord som  ”Mycket vackert och berörande”. I recensionerna återkommer det att Schulman utvecklas mer för varje bok han skriver och att han kommer kunna gå långt med sitt skrivande.

## Filmatisering
2022 utkom en filmatisering av romanen med samma namn regisserad av Björn Runge.

## Utgåva
- Schulman, Alex (2018). Bränn alla mina brev: roman. Stockholm: Bookmark förlag. Libris 22553897. ISBN 9789188745149